# 福地経人
福地 経人（ふくち つねと、1963年1月29日 - ）は、佐賀県多久市出身の元プロ野球選手（投手）。

## 来歴・人物
小城高から九州産業大学に進学。福岡六大学リーグ戦で通算27勝6敗。80回連続無失点のリーグ記録を樹立。3年秋の九州歯科大戦でノーヒットノーランを達成した。大学選手権、神宮大会にも出場した。3年春秋ベストナイン。
1985年のプロ野球ドラフト会議で近鉄バファローズから5位指名を受けて入団。
プロ1年目の1986年は、アメリカルーキーリーグに野球留学した。プロ2年目の1987年7月13日のロッテ戦で一軍初登板を果たすが、一軍登板はこの1試合のみで1990年限りで現役を引退。
引退後は、近鉄で打撃投手、球団職員を務めた。現在は福岡ソフトバンクホークスの球団職員。
本格派で球種はスライダー、カーブ、シュートを武器とした。

## 詳細情報

### 年度別投手成績
| 年 度     | 球 団     | 登 板 | 先 発 | 完 投 | 完 封 | 無 四 球 | 勝 利 | 敗 戦 | セ 丨 ブ | ホ 丨 ル ド | 勝 率 | 打 者 | 投 球 回 | 被 安 打 | 被 本 塁 打 | 与 四 球 | 敬 遠 | 与 死 球 | 奪 三 振 | 暴 投 | ボ 丨 ク | 失 点 | 自 責 点 | 防 御 率 | W H I P |
| --------- | --------- | ----- | ----- | ----- | ----- | -------- | ----- | ----- | -------- | ----------- | ----- | ----- | -------- | -------- | ----------- | -------- | ----- | -------- | -------- | ----- | -------- | ----- | -------- | -------- | ------- |
| 1987      | 近鉄      | 1     | 0     | 0     | 0     | 0        | 0     | 0     | 0        | --          | ----  | 7     | 1.2      | 2        | 0           | 1        | 0     | 0        | 0        | 0     | 0        | 0     | 0        | 0.00     | 1.80    |
| 通算：1年 | 通算：1年 | 1     | 0     | 0     | 0     | 0        | 0     | 0     | 0        | --          | ----  | 7     | 1.2      | 2        | 0           | 1        | 0     | 0        | 0        | 0     | 0        | 0     | 0        | 0.00     | 1.80    |

### 記録
- 初登板：1987年7月13日、対ロッテオリオンズ14回戦（藤井寺球場） 7回表に救援登板

### 背番号
- 50 （1986年 - 1990年）
- 105 （1991年 - 1995年）